# Untere Oste
Die Untere Oste ist ein Naturschutzgebiet in den niedersächsischen Gemeinden Oberndorf, Cadenberge und dem Flecken Neuhaus (Oste) in der Samtgemeinde Land Hadeln im Landkreis Cuxhaven sowie der Gemeinde Balje in der Samtgemeinde Nordkehdingen im Landkreis Stade.

## Allgemeines
Das Naturschutzgebiet mit dem Kennzeichen NSG LÜ 318 ist rund 469 Hektar groß. Teile des Schutzgebietes sind gleichzeitig Bestandteil des FFH-Gebietes „Unterelbe“. Das 2004 ausgewiesene Naturschutzgebiet „Schnook, Außendeichsflächen bei Geversdorf“ ist im Naturschutzgebiet „Untere Oste“ aufgegangen. Nach Norden schließen sich die Naturschutzgebiete „Ostesee“ und „Wildvogelreservat Nordkehdingen“ an. Das Gebiet steht seit dem 17. November 2017 unter Schutz. Zuständige untere Naturschutzbehörde sind die Landkreise Cuxhaven und Stade.

## Beschreibung
Das Naturschutzgebiet liegt östlich von Neuhaus (Oste). Es erstreckt sich von der Einmündung des Moorstricher Fleths östlich von Cadenberge bis zum Ostesperrwerk nordöstlich von Neuhaus (Oste) und stellt einen Abschnitt des tidebeeinflussten Unterlaufs der Oste mit der bedeichten Flussaue unter Schutz. Oberhalb von Neuhaus (Oste) sind ein kleiner Bereich hinter der Deichlinie und bei Neuhaus (Oste) die Mündung der Aue und Teile der Außendeichsflächen zwischen Neuhaus (Oste) und der Oste in das Naturschutzgebiet einbezogen.
Das Naturschutzgebiet wird vom mäandrierenden Verlauf der Oste und sie begleitenden, großflächigen Grünlandbereichen unterschiedlicher Nutzungsintensitäten und Feuchtegrade sowie Feuchtbrachen, Hochstaudenfluren, Röhrichten und Seggenrieden geprägt. An den Ufern des Flusses sind Flusswatten unterschiedlicher Ausdehnung zu finden. Die Grünlander, die von Gräben, Grüppen und teilweise auch Prielsystemen durchzogen sind, werden als Wiese und Weide genutzt. Auwaldgebüsche sind aufgrund des Brackwassereinflusses nur vereinzelt zu finden. Der Bereich des Schnook östlich von Geversdorf wird von einem Altarm der Oste, der Dowen Oste, durchzogen.
Das Gebiet hat als Lebensraum und Nahrungshabitat sowie als Rastgebiet eine große Bedeutung für verschiedene Vogelarten. So kommen im Naturschutzgebiet u. a. Seeadler, Rohr- und Wiesenweihe, Sumpfohreule, Löffelente, Knäkente, Krickente, Wasserralle, Wachtelkönig, Kuckuck, Großer Brachvogel, Rotschenkel, Uferschnepfe, Bekassine, Kiebitz, Sandregenpfeifer, Grünspecht, Kleinspecht, Braunkehlchen, Feldschwirl, Schilfrohrsänger, Feldlerche und Wiesenpieper vor. Während des Vogelzuges und in den Wintermonaten wird das Gebiet regelmäßig von Kormoran, Graureiher, Höckerschwan, Zwergschwan, Singschwan, Blässgans, Graugans, Ringelgans, Nonnengans, Waldsaatgans, Stockente, Spießente, Krickente, Löffelente, Kiebitz, Kampfläufer und Goldregenpfeifer zur Rast aufgesucht.
Die Oste ist Wanderkorridor für Fische und Neunaugen. Im Bereich des Naturschutzgebietes konnten als gefährdete Arten Atlantischer Lachs, Atlantischer Stör, Hecht, Meerforelle, Rapfen, Schnäpel, Fluss- und Meerneunauge nachgewiesen werden. Das Gebiet ist auch Lebensraum des Fischotters. Die Oste und ihre Uferbereiche werden von Fledermäusen als Flugkorridor und Jagdgebiet genutzt.
Im Naturschutzgebiet siedeln die Rote-Liste-Arten Schwanenblume, Wiesenkümmel, Sardischer Hahnenfuß und Sumpfdreizack.
Durch die teilweise intensive Nutzung der Grünländer, die vielfach bis an das Osteufer reichen, ist eine naturraumtypische Auenlandschaft nur eingeschränkt vorhanden. Diese soll im Naturschutzgebiet durch eine Extensivierung der Nutzung gefördert werden. Durch den Betrieb des Ostesperrwerks wird die Flussaue bei Sturmfluten nicht mehr überflutet. Die nur noch sporadisch vorkommenden Überflutungen führen durch fehlenden Brackwassereinfluss zu einer Aussüßung der Aue. Diesem soll durch eine Zunahme der Überflutungsereignisse und dem Wiederanschluss noch vorhandener Prielsysteme an die Oste entgegengewirkt werden, so dass sich potentiell auch wieder Salzwiesengesellschaften entwickeln können.
Das Naturschutzgebiet wird bei Geversdorf von der Landesstraße 111 zwischen Neuhaus (Oste) und Freiburg/Elbe gequert. Ansonsten führen nur Wege zur Erschließung der landwirtschaftlichen Nutzflächen in das Naturschutzgebiet, die für den öffentlichen Verkehr gesperrt sind.